# Noah Kahan
Noah Kahan (Strafford, 1º gennaio 1997) è un cantautore statunitense.

## Biografia

### Formazione, primi album (2017-2021)
Nato e cresciuto a Stafford in una famiglia di origine ebraica da parte di padre, Kahan scopre la sua passione per la musica durante l'infanzia, iniziando a scrivere le sue prime canzoni all'età di 8 anni. Inizia a caricare le sue prime canzoni su piattaforme come YouTube e SoundCloud durante l'adolescenza, iniziando presto ad attirare attenzioni e venendo notato dall'autore Dan Wilson. Dopo aver abbandonato la carriera universitaria per concentrarsi sulla musica, nel 2016 firma un contratto discografico con Republic Records e inizia a lavorare con il produttore Joel Little. Pubblica dunque il singolo di debutto Young Blood, a cui fanno seguito vari altri singoli nel corso dell'anno.
Nel 2018 pubblica il suo EP d'esordio Hurt Somebody, che include  la collaborazione eponima con Julia Michaels, e intensifica l'attività dal vivo aprendo vari concerti di George Ezra. Nel 2019 pubblica il suo album d'esordio Busyhead ed esegue il suo primo tour da headliner,oltre ad aprire concerti per artisti come Dean Lewis e James Bay. Nel 2020 pubblica l'EP Cape Elizabeth. Nel 2021 pubblica il suo secondo album I Was/I Am, a cui seguono un secondo tour da headliner.

### Stick Season(2022-presente)
Nel 2022 pubblica il suo terzo album Stick Season e due singoli da esso estratti: grazie anche a una promozione più intensiva rispetto al passato, che permette all'artista di eseguire un tour ad ampio respiro e performance in noti programmi televisivi come The Kelly Clarkson Show e Jimmy Kimmel Live!. Nel luglio 2023 pubblica una riedizione dell'album che include una collaborazione con Post Malone nel singolo Dial Drunk: il singolo consente all'artista di ottenere il suo primo ingresso nella Billboard Hot 100, mentre nella stessa settimana l'album si posiziona alla posizione 3 della Billboard 200. Il singolo raggiungerà successivamente la posizione 10 nella citata classifica.

## Discografia

### Album
- 2019 – Busyhead
- 2021 – I Was / I Am
- 2022 – Stick Season

### EP
- 2018 – Hurt Somebody
- 2020 – Cape Elizabeth

### Singoli
- 2017 – Young Blood
- 2017 – Hold It Down
- 2017 – Sink
- 2017 – Fine
- 2017 – Hurt Somebody (solista o con Julia Michaels)
- 2018 – Come Down
- 2018 – False Confidence
- 2019 – Mess
- 2019 – Cynic
- 2019 – Busyhead
- 2020 – Crazier Things (feat. Chelsea Cutler)
- 2020 – Pride (feat. mxmtoon)
- 2021 – Part of Me
- 2021 – Someone like You (feat. Joy Oladokun)
- 2022 – Stick Season
- 2022 – Northern Attitude (solista o con Hozier)
- 2023 – Dial Drunk (solista o con Post Malone)
- 2023 – Call Your Mom (solista o con Lizzy McAlpine)
- 2023 – She Calls Me Back (solista o con Kacey Musgraves)
- 2023 – Everywhere, Everything (solista o con Gracie Abrams)
- 2024 – Homesick (solista o con Sam Fender)

## Tournée
- 2019 – The Busyhead Tour
- 2021 – The I Was / I Am Tour
- 2022/23 – The Stick Season Tour
- 2024 – The Stick Season (We'll All Be Here Forever) Tour